# 2019 na literatura

## Mortes
| Data          | Nome                | Profissão         | Nacionalidade  | Observações | Ref   |
| ------------- | ------------------- | ----------------- | -------------- | ----------- | ----- |
| 17 de março   | João Carlos Marinho | Escritor          | Brasil         | n. 1935     | [ 1 ] |
| 14 de outubro | Harold Bloom        | Crítico literário | Estados Unidos | n. 1930     | [ 2 ] |

## Prémios literários
- 3 de abril — Prémio Nórdico da Academia Sueca — Karl Ove Knausgård[3]

- 21 de maio — Prémio Camões — Chico Buarque[4]

- 17 de julho — Prêmio Akutagawa — Natsuko Imamura[5]

- 10 de outubro — Nobel de Literatura — Peter Handke[6]

- 14 de outubro — Booker Prize — Margaret Atwood e Bernardine Evaristo[7]